# Phyllis Newman
Phyllis Newman (Jersey City, 19 marzo 1933 – New York, 15 settembre 2019) è stata un'attrice e cantante statunitense, nota soprattutto come interprete di musical.

## Biografia
Recitò in numerosi musical a Broadway, tra cui Bells Are Ringing (1960), Subways Are for Sleeping (1962; vincitrice del Tony Award alla miglior attrice non protagonista in un musical), The Apple Tree (1966), On The Town (1971) e Follies (New York, 1985; New Jersey, 1998).
Fu sposata con il librettista Adolph Green dal 1960 alla morte dell'uomo, avvenuta nel 2002; la coppia ebbe due figli.

## Filmografia parziale

### Cinema
- Addio Braverman (Bye Bye Braverman), regia di Sidney Lumet (1968)
- Mannequin, regia di Michael Gottlieb (1987)
- Only You - Amore a prima vista (Only You), regia di Norman Jewison (1994)
- L'amore è un trucco (The Beautician and the Beast), regia di Ken Kwapis (1997)
- Il gioco dei rubini (A Price Above Rubies), regia di Boaz Yakin (1998)
- La macchia umana (The Human Stain), regia di Robert Benton (2003)

### Televisione
- Una donna poliziotto (Decoy) – serie TV, episodi 1x05-1x39 (1957-1958)
- Mr. Broadway – serie TV, episodio 1x09 (1964)
- La legge di Burke (Burke's Law) – serie TV, episodio 3x15 (1965)
- Selvaggio west (The Wild Wild West) – serie TV, episodio 2x03 (1966)
- ABC Stage 67 – serie TV, episodio 1x05 (1966)
- La signora in giallo (Murder, She Wrote) – serie TV, episodio 7x15 (1991)